# Bad Eilsener Kleinbahn ET 204
Der vierachsige normalspurige Elektrotriebwagen BEK ET 204 wurde von der Bad Eilsener Kleinbahn (BEK) für deren Strecke von Bückeburg nach Bad Eilsen 1950 beschafft und war für den gemischten Verkehr bestimmt. Das Fahrzeug wurde nach der Gesamtstilllegung der Bahn an die Montafonerbahn verkauft, ab 1991 fuhr es bei Stern & Hafferl. Im Jahr 2012 wurde der Wagen nach 62 Dienstjahren verschrottet.

## Geschichte
Um die ehemaligen Akku-Triebwagen aus dem Jahr 1907 zu ersetzen, beschaffte die Bad Eilsener Kleinbahn bei Waggonbau Graaff ein Neubaufahrzeug. Dieses Fahrzeug war bis Einstellung der Strecke bis 1967 im Einsatz. Es verkehrte vorrangig als Einzelfahrzeug, konnte aber auch einige Güterwagen schleppen.
Nach der Gesamtstilllegung wurde der Triebwagen an die Montafonerbahn verkauft, die ihn auf der Strecke von Bludenz nach Schruns einsetzte. Um auch im Bahnhof Bludenz im Bereich der ÖBB uneingeschränkt verkehren zu können, hatte er ein Stromaggregat erhalten. Als die Strecke 1972 auf Wechselstrom umgestellt wurde, bekam der Triebwagen einen Transformator. Ab 1985 wurde er nur noch für Reservedienste verwendet.
Ab 1991 fand der Triebwagen auf der Bahnstrecke Lambach–Haag am Hausruck bei Stern & Hafferl ein weiteres Betätigungsfeld, dieses Mal wieder mit Gleichstrom. Nach der Betriebseinstellung seiner Stammstrecke wurde er 2012 ausgemustert und verschrottet.

## Konstruktion
Der Wagen ist im Zusammenhang mit dem BOE T162 und nach den gleichen Konstruktionsrichtlinien entstanden. Die Drehgestelle waren etwas vereinfacht konstruiert, da auf der Einsatzstrecke geringere Belastungen als auf der Bahnstrecke Bremervörde–Osterholz-Scharmbeck erwartet wurden. Der Wagenkasten wurde in selbsttragender Bauweise in Stahl-Schalenbauweise hergestellt. Er war vollständig geschweißt und durchweg bis zu den Fensterbänden mit Sicken verstärkt. Die Fenster waren wie beim BOE T162 ohne Taschen ausgeführt. Sie waren im Unterteil bündig direkt mit dem Wagenkasten abgedichtet, das Oberteil war im oberen Drittel klappbar ausgeführt. Der Wagen war mit Mittel- und Endeinstiegen mit Falttüren versehen und besaß jeweils zwischen den Türen zwei Großraumabteile der 2. Wagenklasse, jeweils mit Vis-à-vis-Bestuhlung und Mittelgang. Auf einer Führerstandsseite war ein Gepäckraum vorhanden.
Um gute Laufeigenschaften zu erzielen, hatte der Wagen eine Gummifederung mit progressiver Charakteristik erhalten. Die Achsen wurden in solchen Federn verschleißfrei geführt. Der Wagenkasten wurde über eine solche Gummifederung auf eine längsliegende Blattfeder auf den Drehgestellrahmen abgestützt. Die Bremszylinder waren im Drehgestell gelagert. Dadurch entfiel das über den Wagenkasten verteilte Bremsgestänge. Über jedem Drehgestell befand sich ein Stromabnehmer.
Die elektrische Ausrüstung wurde von der AEG geliefert. Je Drehgestell wurde ein Fahrmotor mit einer Leistung von 69 kW verwendet, der die jeweils innere Achse antrieb. Die Steuerung erfolgte über ein vielstufiges Nockenschaltwerk mit 17 Fahr- sowie 13 Bremsstufen.